# Stijn Huys
Stijn Huys (* 6. Mai 1986 in Gent) ist ein belgischer Cyclocrossfahrer.
Stijn Huys begann seine Karriere 2006 bei dem belgischen Continental Team Palmans Collstrop. Seit der Saison 2007 fährt die Mannschaft unter dem Namen Palmans-Cras. Bei der nationalen Cyclocross-Meisterschaft 2008 in Hofstade belegte Huys im Rennen der U23-Klasse den dritten Platz hinter dem Sieger Tom Meeusen. Im nächsten Jahr gewann er den "Ciclocross de Villarcayo" in Spanien.

## Erfolge
2009/2010
- VII Ciclocross de Villarcayo, Villarcayo

## Teams
- 2006 Palmans Collstrop
- 2007 Palmans-Cras
- 2008 Palmans-Cras
- 2009 Palmans-Cras
- 2010 Palmans-Cras